# Apostolska palača
Apostolska palača, također i Papinska palača ili Vatikanska palača, službena je papinska rezidencija u Vatikanu.
Palača je zapravo kompleks zgrada koju čini papinski apartman, neki uredi Katoličke crkve, kapele, Vatikanski muzeji i Vatikanska knjižnica. Uključuje preko 1000 soba, između ostalog Rafaelove sobe i Sikstinsku kapelu.